# 704

## Родени
- Тибериус, син на Юстиниан II и Теодора от Казан, дъщеря на хан Аспарух, (убит на + 11 декември 711 в Блачернае, пред църквата Св. Мария).